# Al Iafrate
Al Iafrate, vlastním jménem Albert Anthony Iafrate, (* 21. března 1966 Dearbornu, Michigan) je bývalý americký hokejový obránce.

## Hráčská kariéra
S juniorskou kariérou začínal v sezóně 1983/84, kde nejprve hrával za americký hokejový výběr, který měl také zastoupení v roce 1984 v zimních olympijských her v Sarajevu. Po zimních olympijských her odehrál deset zápasů v juniorské lize Ontario Hockey League za Belleville Bulls. V létě roku 1984 byl draftován týmem Toronto Maple Leafs v 1. kole celkově 4.
Po draftu odešel do klubu Toronto Maple Leafs, kteří si ho vybrali v prvním kole. V prvních čtyřech sezónách v NHL nenasbíral za sezónu žádné kladné body za pobytu na ledě. Jeho průlomová sezóna v kanadském bodování přišla v sezóně 1987/88, kdy nasbíral celkem 59 bodů a v týmu skončil na čtvrtém místě a mezi obránci byl jediný, kdo získal 50 bodů. Před tím, než začala sezóna, byl pozván do americké reprezentace na Kanadský pohár 1987, ale pozváni odmítl, a začínal se připravovat na nový ročník. Jeho odměnou za tvrdou dřinu bylo pozvání do NHL All-Star Game 1987.
Během sezóny 1990/91 byl vyměněn do týmu Washington Capitals za Boba Rouseho a Petera Zezela. Ročník ale nedohrál kvůli zranění kolene, které si poranil v březnu. V Capitals odehrál svou nejlepší sezónu, kdy v ročníku 1992/93 nasbíral nejvíce kanadských bodů za svou kariéru, celkem 66 bodů. Tím byl zvolen do druhého All-Star Teamu a potřetí byl pozván do All-Star Game, kde v boji o nejtvrdšího střelce vstřelil puk na bránu rychlostí 105,4 míle (169,3 km za hodinu). Touto střelou vytvořil nový rekord v NHL.
21. března 1994 byl vyměněn do týmu Boston Bruins za útočníka Joeho Juneaua. V Bruins odehrál zbytek sezóny, ale stihl odehrát jen dvanáct zápasů. Poté podstoupil operaci kolene, a kvůli tomu musel vynechat dvě celé sezóny 1994/95 a 1995/96. Za Bruins už nenastoupil, jelikož byl 21. června 1996 vyměněn do týmu San Jose Sharks za Jeffa Odgerse a 5. kolo draftu. Za Sharks odehrál dvě sezóny, ale kvůli opětovným problémům s kolenem odehrál jen 59 zápasů. Poslední zápasy sehrál za americkou reprezentaci v mistrovství světa 1998 konané ve Švýcarsku. Americká reprezentace těsně unikla od sestupu do skupiny B.
V 26. června 1998 byl vybrán v rozšířeném draftu v nově založeném týmu Nashville Predators, ale rozhodnul se podepsat smlouvu s klubem Carolina Hurricanes. Smlouva v září propadla jelikož 1. září oznámil konec hokejové kariéry.

## Rekord
V roce 1993 byl potřetí pozván do NHL All-Star Game a v boji o nejtvrdšího střelce vstřelil puk na bránu rychlostí 105,4 míle (169,3 km za hodinu), tím vytvořil rekord, který byl platný do roku 2009. Jeho překonavatelem je Zdeno Chára, který překonal svého předchůdce o dvě desetiny.

## Ocenění a úspěchy
- 1988 NHL - All-Star Game
- 1990 NHL - All-Star Game
- 1993 NHL - All-Star Game
- 1993 NHL - Nejlepší střelec v playoff mezi obránci
- 1993 NHL - Druhý All-Star Team
- 1994 NHL - All-Star Game

## Prvenství
- Debut v NHL - 11. října 1984 (Minnesota North Stars proti Toronto Maple Leafs)
- První asistence v NHL - 24. října 1984 (Toronto Maple Leafs proti Detroit Red Wings)
- První gól v NHL - 19. listopadu 1984 (Montreal Canadiens proti Toronto Maple Leafs, kanadskému brankáři Steve Penney)

## Klubové statistiky
| Sezóna       | Klub                | Soutěž       |     | Základní část | Základní část | Základní část | Základní část | Základní část |    | Play off | Play off | Play off | Play off | Play off |
| Sezóna       | Klub                | Soutěž       | Z   | G             | A             | B             | TM            | Z             | G  | A        | B        | TM       |          |          |
| 1983/1984    | Belleville Bulls    | OHL          | 10  | 2             | 4             | 6             | 2             | 3             | 0  | 1        | 1        | 5        |          |          |
| 1984/1985    | Toronto Maple Leafs | NHL          | 68  | 5             | 16            | 21            | 51            | —             | —  | —        | —        | —        |          |          |
| 1985/1986    | Toronto Maple Leafs | NHL          | 65  | 8             | 25            | 33            | 40            | 10            | 0  | 3        | 3        | 4        |          |          |
| 1986/1987    | Toronto Maple Leafs | NHL          | 80  | 9             | 21            | 30            | 55            | 13            | 1  | 3        | 4        | 11       |          |          |
| 1987/1988    | Toronto Maple Leafs | NHL          | 77  | 22            | 30            | 52            | 80            | 6             | 3  | 4        | 7        | 6        |          |          |
| 1988/1989    | Toronto Maple Leafs | NHL          | 65  | 13            | 20            | 33            | 72            | —             | —  | —        | —        | —        |          |          |
| 1989/1990    | Toronto Maple Leafs | NHL          | 75  | 21            | 42            | 63            | 135           | —             | —  | —        | —        | —        |          |          |
| 1990/1991    | Toronto Maple Leafs | NHL          | 42  | 3             | 15            | 18            | 113           | —             | —  | —        | —        | —        |          |          |
| 1990/1991    | Washington Capitals | NHL          | 30  | 6             | 8             | 14            | 124           | 10            | 1  | 3        | 4        | 22       |          |          |
| 1991/1992    | Washington Capitals | NHL          | 78  | 17            | 34            | 51            | 180           | 7             | 4  | 2        | 6        | 14       |          |          |
| 1992/1993    | Washington Capitals | NHL          | 81  | 25            | 41            | 66            | 169           | 6             | 6  | 0        | 6        | 4        |          |          |
| 1993/1994    | Washington Capitals | NHL          | 67  | 10            | 35            | 45            | 143           | —             | —  | —        | —        | —        |          |          |
| 1993/1994    | Boston Bruins       | NHL          | 12  | 5             | 8             | 13            | 20            | 13            | 3  | 1        | 4        | 6        |          |          |
| 1996/1997    | San Jose Sharks     | NHL          | 38  | 6             | 9             | 15            | 91            | —             | —  | —        | —        | —        |          |          |
| 1997/1998    | San Jose Sharks     | NHL          | 21  | 2             | 7             | 9             | 28            | 6             | 1  | 0        | 1        | 10       |          |          |
| Celkem v NHL | Celkem v NHL        | Celkem v NHL | 799 | 152           | 311           | 463           | 1301          | 71            | 19 | 16       | 35       | 77       |          |          |

## Reprezentace
| Rok                       | Tým                       | Soutěž                    | Z  | G | A | B | TM |
| ------------------------- | ------------------------- | ------------------------- | -- | - | - | - | -- |
| 1984                      | USA                       | OH                        | 6  | 0 | 0 | 0 | 2  |
| 1998                      | USA                       | MS                        | 4  | 0 | 2 | 2 | 6  |
| Seniorská kariéra celkově | Seniorská kariéra celkově | Seniorská kariéra celkově | 10 | 0 | 2 | 2 | 8  |